# سايروس شوثيا
سايروس شوثيا (بالإنجليزية: Cyrus Chothia)‏. (من مواليد 19 فبراير 1942)، هو عالم كيمياء حيوية حاصل على زمالة الجمعية الملكية الفخرية في مجلس البحوث الطبية والبيولوجيا الجزيئية في جامعة كامبريدج وزميل فخري في كلية ولفسون بكمبريدج.